# Uzi (hráč)
Uzi, vlastním jménem Ťien C’-chao (čínsky pchin-jinem Jiǎn Zìháo, znaky zjednodušené 简自豪; * 5. dubna 1997 Peking) je bývalý čínský profesionální esport hráč League of Legends, šestinásobný účastník Mistrovství světa v League of Legends (z toho dvojnásobný finalista) a ikona čínské profesionální LoL scény, hrající (s přestávkami) osm let v týmu Royal Never Give Up na pozici ADC.
Světovými médii byl považován za nejlepšího ADC hráče v historii, nikdy v životě však nezvítězil na světovém šampionátu – na základě toho se mu začalo říkat „King without a Crown“ (Král bez koruny). Do roku 2019 držel rekord v největším počtu zabití na profesionální LoL scéně, ten však v roce 2020 překonal jihokorejský hráč Faker. Je považovaný za mechanicky nesmírně nadaného a talentovaného hráče – jedná se o jednoho z prvních hráčů role ADC, kteří agresivně začínají bojové situace. Mezi další, méně populární přezdívky Uziho patří například „Čínský Bůh LoLka“, kterou mu dalo české komentátorské duo Petr Jirák a Pavel Klaban.
Profesionální hraní opustil v květnu roku 2020 kvůli svému zdravotnímu stavu – trpěl nezvladatelnými bolestmi zad v důsledku častého hraní u počítače a pulzující bolestí ruky v důsledku zranění.

## Životopis
Uzi se narodil v Pekingu 5. dubna 1997 do zajištěné rodiny jako jediné dítě svých rodičů. S těmi měl láskyplný vztah po celou dobu své profesionální kariéry a pomáhali mu překonávat jeho neúspěchy na světové scéně. Již od dětství miloval počítačové hry – stejně jako většina tehdejších Jihokorejců začínal s videohrami typu StarCraft, které byly v Koreji a Číně před příchodem League of Legends velice populární.
V roce 2012 ho zaujalo tehdejší Mistrovství světa v League of Legends, na kterém čínský region reprezentovaly týmy Invictus Gaming a Team World Elite. Na tomto světovém šampionátu se čínské týmy dostaly do semifinále, kde byly vyřazeny – turnaj nakonec vyhrál tchajwanský tým Taipei Assassins. Uzi si vytvořil sen stát se profesionálním hráčem LoL a rozhodl se ve svých patnácti letech přidat do nově vznikající čínské ligy Tencent LoL ProLeague: 2012 Spring season.
V nové lize získal místo ADC hráče v týmu RoyalClub, který spravovala společnost Aula.

## Profesionální kariéra
Tým RoyalClub se během několika prvních týdnů v lize naučil Uziho využívat jako svého hlavního tahouna – veškeré prostředky a předměty ve hře šly ve prospěch Uziho, tým měl za svůj hlavní úkol zajistit mu komfort. Dnes se této praktice přezdívá funneling.

### Třetí sezóna
V roce 2013 se tým dostává do tzv. Playoffs (Vyřazovací) části ligy, která má vybrat tři týmy, které budou Čínský region reprezentovat na Mistrovství světa v League of Legends. RoyalClub se pomocí své strategie dostává na druhé místo v domácí lize a má tak zajištěnou účast na Světovém šampionátu. Ten se koná na podzim roku 2013 a Čínu spolu s týmem RoyalClub reprezentoval tým OhMyGod. Na turnaji se také poprvé objevil jihokorejský tým SK Telecom T1 - později považovaný za nejlepší tým v historii League of Legends. Na tomto šampionátu tým RoyalClub před světem znovu demonstroval svou strategii, která tehdy dostala první, mimo-čínské pojmenování - Raising the Puppy (Vychovávání štěňátka), přičemž "Štěnětem" byl myšlen Uzi - kvůli svému nízkému věku.
Tým RoyalClub hladce přešel Skupinovou fázi, v Hlavní části turnaje byl pak donucen porazit své Čínské kolegy OMG, jelikož se oba dva Čínské týmy střetly ve čtvrtfinálové části pavouka. V semifinále pak poráží Evropský tým Fnatic a Uzi měl tak hned při své první účasti na Světovém šampionátu zajištěno minimálně druhé místo. Ve finále se tým střetne s jihokorejským reprezentantem SK Telecom T1 a čínský tým prohrává se skóre 3:0.
Poté, co tým RoyalClub končí na Mistrovství světa se tým rozpadá - z týmu odchází Midlaner Whit3zZ a Support Tabe. Tým je proto diskvalifikován z ligy až do začátku dalšího roku.

### Čtvrtá sezóna
Na Uziho udělal dojem především jihokorejský hráč Faker, který jej porazil na Mistrovství světa 2013. Po jeho vzoru se Uzi rozhodl, že se z ADC pozice přesune na Midlane a Jarní část ligy zahájil na nové pozici. Tým byl však zvyklý na zcela jinou strategii a nové rozpoložení nevyhovovalo ani jednomu členovi týmu - na Letní část ligy se tým proto musel přeorganizovat. Uzi byl přesunut znovu na ADC roli, do týmu se připojili hráči Zero (Yoon Kyung-sup (윤경섭)) a inSec (Choi In-seok (최인석)). Nově přeskládaný tým RoyalClub byl přejmenován na Star Horn Royal Club a zajistil si v čínské domácí lize silný úspěch - tým se dostal na třetí místo v lize a tím získal druhou účast na Mistrovství světa v League of Legends - tentokrát v roce 2014.
Na šampionátu reprezentovaly Čínu týmy Star Horn Royal Club, Edward Gaming a Invictus Gaming. Turnaj byl do té doby největší esportovou událostí v historii a účastnilo se ho 7 regionů z celého světa. Skupinovou fázi tým opět překonal velice snadno, ve čtvrtfinále však znovu naráží na druhý čínský tým - Edward Gaming. Mezi oběma týmy se proto odehraje pět zápasů dlouhá série, ze které nakonec tým Star Horn Royal Club vzejde jako vítěz. V semifinále však, ke smůle Čínského regionu, na tým SHR čeká třetí čínský reprezentant - OMG. Mezi diváky se začala šířit posměšná zpráva o "Čínské smůle", kterou zažívají všechny Čínské týmy na Světovém šampionátu. I z této série tým SHR vzejde jako vítěz a Uzi tak zažije své druhé finále Mistrovství světa - tentokrát proti jihokorejskému týmu Samsung White.
Ačkoliv tým SHR zvládne porazit Samsung v jednom zápase, ve zbylých třech proti Jihokorejcům prohrává a tým Samsung White se stává čtvrtým Mistrem světa.

### Pátá sezóna
Jian Zi-Hao viní své spoluhráče z řady porážek, které obdrželi a rozhodne se tým opustit - Během jednoho roku vystřídá týmy Oh My God a Qiao Gu Reapers. V ani jednom z těchto týmů se však Uzi necítí dobře a objevily se mediální skandály - na internet z prostředí týmů několikrát prosákly informace, že Uzi předčasně opouští tréninkové seance, když má pocit, že je to zbytečná ztráta času, nebo že se jeho spoluhráči dostatečně nesoustředí a neberou tréninky dost vážně. Tým Qiao Gu Reapers je navíc v polovině Letní části ligy diskvalifikován - Midlaner DoinB (Kim Tae-sang (김태상)) se po osobní hádce s trenérem rozhodne, že nenastoupí do zápasu proti Edward Gaming a tým je tak vyřazen z kvalifikace na Mistrovství světa 2015.

### Šestá sezóna
Uzi se vrací do domovské organizace RoyalClub, která s jeho návratem tým přejmenovává na Royal Never Give Up. Světová média stále považují Uziho za jednoho z nejtalentovanějších hráčů ADC role, avšak Jian Zi-Hao zatím nikdy za život nic nevyhrál - ani na domácí scéně, ani na té světové. Média tak začínají používat slovní spojení "King without a Crown" (Král bez Koruny). Tým spolu se starým spoluhráčem znovu začíná hrát dostatečně dobře na to, aby se kvalifikoval na Mistrovství světa v roce 2016.
Na šampionátu tým projde skupinovou fází, ve čtvrtfinále však Uzi znovu potkává Fakera - v té době již dvojnásobného světového šampiona. Tým SK Telecom T1 poráží Royal Never Give Up se skóre 3:1 a Uzi začíná poprvé do médií promlouvat ohledně psychických problémů a frustrace z porážek, především však začíná mluvit o zdravotních potížích se svými zády - stěžuje si na nesnesitelnou bolest v horní části zad a pulzující bolest u lopatek. Dle svých slov mu toto těžké období pomohli překonat především jeho rodiče.

### Sedmá sezóna
Uzi začíná řešit své zdravotní potíže - dostavuje se na pravidelné rehabilitace, ale i přesto, že mu jeho lékař radí ohledně ukončení profesionální kariéry, Uzi se rozhodne svůj trénink ještě více zintenzivnit. Tým RNG začíná dominovat v čínské LPL lize - v Letní části roku 2017 se dokonce dostává do finále proti Edward Gaming, čímž má tým již po čtvrté zajištěnou účast na Mistrovství světa. Na tomto turnaji poráží Evropské zástupce Fnatic a jihokorejské zástupce Samsung Galaxy. V semifinále na ně však čeká druhý jihokorejský tým - SK Telecom T1 v čele s Fakerem, který minulý rok získal svůj třetí titul Mistra světa. Oba týmy jsou tentokrát považovány za sobě vyrovnané, série se natáhla do pěti zápasů. V posledním z nich však exceluje především jihokorejský, mladý Jungler Peanut a SKT znovu poráží RNG na světové scéně. Ve finále daného šampionátu pak tým SKT prohrává proti týmu Samsung Galaxy, který Uzi s RNG během turnaje dvakrát porazili.

### Osmá sezóna
Tým RNG poprvé v historii vyhrává domácí ligu - jak Jarní, tak Letní část. Uzi se poté účastní MSI 2018, kde reprezentuje Čínský region a na tomto turnaji opět zvládá zvítězit - ve finále poráží jihokorejský tým Longzhu Gaming. Uzi se objevuje ve videoklipu Rise od skupiny Glitch Mob - jako významný představitel esportu.
Na Mistrovství světa v roce 2018 je tým RNG považován za kandidáta na vítězství, tým poráží všechny ostatní týmy - až do čtvrtfinále, kde je během dlouhé a obtížné série poráží Evropský tým považovaný za černou ovci Evropské LEC ligy - G2 esports.

### Devátá sezóna
Uzi přestává do tréninku vkládat stejné úsilí, jako v minulých sezónách. Zaměřuje se především na mentální uklidňování, meditaci a stále pokračuje ve svých rehabilitacích. Tréninky před počítačem se pro něj kvůli neustále se zvyšující bolesti zad stávají utrpením. I přesto jeho tým dokáže uspět při kvalifikaci na jeho poslední Mistrovství světa - v roce 2019.
Na tomto turnaji tým nejprve prohrává ve Skupinách proti SK Telecom T1, je poté zařazen do tzv. Loser bracket - tedy poslední šanci dostat se ze Skupin do Hlavní fáze turnaje. Tam však tým naráží na Evropské reprezentanty Fnatic, mezi kterými hraje na ADC roli hráč Martin Larsson (Rekkles). Ten považuje Uziho za svůj životní i herní vzor. Zápas mezi FNC a RNG se konal 19. října 2019 a stal se posledním zápasem, který Uzi profesionálně odehrál.

## Ukončení kariéry
Po prohře na Mistrovství světa v roce 2019 se Uzi přesouvá na pozici náhradního ADC hráče a informuje veřejnost o tom, že by rád pokračoval v profesionálním hraní, ale zdravotní stav mu to zatím neumožňuje. Veřejnost je několik týdnů bez dalších informací až do 30. května 2020, kdy Uzi s organizací Royal ukončuje smlouvu o působení a světovou veřejnost informuje pomocí svého Twitter profilu, na který napíše: „Uzi out ('-')7“.

## Zajímavosti
- Používá klávesnici s růžovým podsvícením FILCO F87.
- Jeden z jeho účtů na League of Legends nese čínský název „小狗“, což znamená Štěně.
- Jméno Uzi si vybral podle svého vietnamského přítele Lê Thanh Hà, který pod jménem Uzi vystupoval do doby, než se stal profesionálním hráčem Jian Zi-Hao.